# Kosezi
Kosezi – warstwa społeczna we wczesnośredniowiecznej Słowenii, drobne rycerstwo zajmujące w drabinie społecznej miejsce pośrednie między szlachtą a wolnymi chłopami.

## Charakterystyka
Geneza kosezów nie jest jasna, ukształtowali się przed IX wiekiem prawdopodobnie z dawnej drużyny książęcej. Odgrywali decydującą rolę polityczną w państwie karantańskim, gdzie na zgromadzeniach decydowali o najważniejszych sprawach w państwie. 
Po śmierci ówczesnego władcy kosezi każdorazowo intronizowali nowego księcia na książęcym kamieniu w Krnskim Gradzie. Kandydata na księcia, ubranego w wieśniaczy strój koseza, wsadzano na konia i oprowadzano trzykrotnie wokół "kamiennego tronu". Lud śpiewał dziękczynne pieśni, a "sędzia ziemski" proklamował nowego władcę. Obrzęd ten uległ całkowitej likwidacji dopiero w 1443 r. za sprawą cesarza Frederyka III Habsburga.
Kosezi posiadali ziemię na prawie dziedzicznym, posiadali własne sądownictwo i byli zobowiązani do służby wojskowej. W wyniku przeobrażeń społecznych, jakie dokonały się pomiędzy XI a XIV wiekiem utracili swoją pozycję społeczną i zrównani zostali w prawach z chłopami. Nieliczna część kosezów zdołała przeniknąć do stanu szlacheckiego.